# Elecciones generales de Ghana de 2024
Las elecciones generales en Ghana, se celebraron el 7 de diciembre de 2024, para elegir al presidente y a los miembros del Parlamento.El actual presidente Nana Akufo-Addo, habiendo cumplido los límites de su mandato constitucional, no es elegible para un tercer mandato.
El candidato del Congreso Nacional Democrático, el expresidente John Mahama, obtuvo la mayoría en la primera vuelta, suficiente para ganar sin una segunda vuelta. El candidato del gobernante Nuevo Partido Patriótico, Mahamudu Bawumia, admitió su derrota la noche de las elecciones.

## Sistema electoral
El presidente de Ghana es elegido mediante el sistema de dos vueltas, mientras que los miembros del Parlamento son elegidos en distritos uninominales mediante votación mayoritaria simple.
Los votantes elegibles deben ser ciudadanos ghaneses mayores de 18 años, aunque aquellos declarados locos están privados de su derecho a votar. Los candidatos parlamentarios deben ser ciudadanos ghaneses mayores de 21 años y residentes de un distrito electoral o haber vivido allí durante al menos cinco de los diez años anteriores a la elección.

## Candidatos

### Nuevo Partido Democrático
El oficialista Nuevo Partido Patriótico abrió su período de nominaciones el 26 de mayo de 2023 y cerró las nominaciones el 24 de junio de 2023. Los candidatos fueron seleccionados en el Congreso Nacional celebrado el 4 de noviembre de 2023.Más de cinco candidatos se presentaron para las primarias cuando el partido convocó a un Congreso Especial el 26 de agosto. El actual presidente Akufo-Addo dijo que los miembros de su gabinete que querían postularse a la presidencia debían renunciar a sus cargos para centrarse en sus campañas, lo que provocó una serie de renuncias.

### Resultados
Para reducir el número de candidatos, el NPP celebró un Congreso Especial de Superdelegados el 26 de agosto de 2023, que seleccionaría a los cinco mejores candidatos que luego competirían en las primarias finales en noviembre. El vicepresidente Mahamudu Bawumia obtuvo el primer lugar, con el 68% de los votos. Para sorpresa de muchos observadores, el diputado "disidente" Kennedy Agyapong, que llevó a cabo una campaña en gran medida crítica con la administración de Akufo-Addo, quedó en segundo lugar, superando al veterano del NPP Alan John Kyeremanten, que se postuló por primera vez a la presidencia en 2008. Owusu Afriyie Akoto quedó en cuarto lugar, mientras que Francis Addai-Nimoh y Boakye Agyarko empataron en el quinto lugar, lo que hizo necesaria una segunda vuelta, que ganó Addai-Nimoh, completando los cinco candidatos finales para las primarias.Sin embargo, Kyeremanten anunció que se retiraría de las primarias (luego abandonó el NPP por completo y lanzó su propia campaña de un tercer partido), dejando cuatro candidatos.

#### Nominado
- Mahamudu Bawumia, actual vicepresidente de Ghana [10][11]

El NPP celebró sus primarias el 4 de noviembre de 2023. Bawumia volvió a ganar por un amplio margen, confirmándose como el candidato del NPP para las elecciones de 2024, aunque el desempeño de Kennedy Agyapong también fue impresionante, ya que aseguró un segundo puesto más sólido en comparación con su actuación en el Congreso de Súper Delegados.

### Congreso Nacional Democrático
El opositor Congreso Nacional Democrático abrió su período de nominaciones el 22 de febrero de 2023 y cerró las nominaciones el 22 de marzo de 2023. Los candidatos debían pagar una tarifa de presentación de GH₵500,000 y una tarifa de nominación de GH₵30,000, las mujeres y las personas con discapacidades eran elegibles para un descuento del 50%. El NDC seleccionó a su candidato el 13 de mayo de 2023.

### Resultados
Las primarias del NDC se celebraron el 13 de mayo de 2023. Kobeah se retiró el 29 de marzo y Duffuor se retiró el día antes de las elecciones, alegando irregularidades en la organización de las elecciones, dejando solo dos candidatos. El expresidente Mahama ganó la nominación de manera abrumadora, obteniendo casi el 99% de los votos, preparando el escenario para la cuarta elección consecutiva en la que él sería el abanderado del NDC. Bonsu llamó a Mahama para ceder y ofrecerle su apoyo.
En junio de 2024, el NDC acusó a la comisión electoral de conspirar con el gobernante NPP para manipular las elecciones a través de un plan ilegal de transferencia de votantes, que el NDC afirmó que fue orquestado por Yohane Amarh Ashitey, el candidato parlamentario del NPP y jefe ejecutivo de la zona metropolitana de Tema.

#### Nominado
- John Mahama, expresidente de Ghana (2012-2017)[19]

### Otros partidos

#### Movimiento por el Cambio
El 25 de septiembre de 2023, Alan John Kyeremanten formó el partido Movimiento por el Cambio para aspirar a las elecciones generales de Ghana de 2024 como candidato presidencial independiente para la carrera presidencial después de renunciar al Nuevo Partido Patriótico (NPP). Por lo tanto, será candidato presidencial para las elecciones generales de Ghana de 2024.

#### Nueva Fuerza
El 7 de enero de 2024, el promotor inmobiliario Nana Kwame Bediako anunció que se postularía como candidato del movimiento Nueva Fuerza. Esto siguió a semanas de especulaciones durante las cuales la Nueva Fuerza insinuó que presentaría un candidato "enmascarado", que se esperaba que fuera Bediako. El anuncio, que debía realizarse en Black Star Square, fue pospuesto después de que la administración presidencial retirara el permiso para la manifestación, citando "un evento estatal imprevisto".

#### Partido de la Libertad de Ghana
El Partido de la Libertad de Ghana de Akua Donkor, después de haber sido descalificado en las elecciones generales de Ghana de 2012 y de 2016 y de presentarse a las elecciones generales de Ghana de 2020, presentó su formulario el 12 de septiembre para presentarse oficialmente a las elecciones generales de Ghana de 2024. Sin embargo, el 28 de septiembre se anunció que el fundador y abanderado del partido había fallecido, dejando un vacío controvertido en cuanto al camino a seguir, ya que la Comisión Electoral de Ghana detuvo la impresión de papeletas.
El 4 de noviembre, la dirección del partido anunció la nominación de Kwabena Agyeman Appiah Kubi, conocido popularmente como Roman Fada, como su nuevo candidato presidencial. El partido no participará en las elecciones debido a la descalificación de Philip Appiah Kubi, quien fue nominado como reemplazo de Akua Donkor después de su fallecimiento.

## Presentación de documentos para la nominación
39 candidatos integrados por 12 partidos políticos y 27 candidatos independientes indicaron su intención de presentarse a las elecciones presidenciales de 2024. Recogieron los formularios de nominación de la Comisión Electoral.La presentación de candidaturas comenzó el 9 de septiembre de 2024. Al cierre de las nominaciones el 13 de septiembre de 2024, 24 de los candidatos habían presentado con éxito sus documentos de nominación ante la Comisión.12 candidatos presentaron sus candidaturas como representantes de partidos políticos y los otros 12 eran candidatos independientes. Dos candidatos presentaron sus formularios después de la fecha límite el viernes 13 de septiembre de 2024. La Comisión Electoral recibió los formularios pero aún no ha anunciado el destino de los dos candidatos.

## Lista definitiva de candidatos
El 20 de septiembre de 2024, la Comisión Electoral publicó la lista final de candidatos que estarán en la boleta para las elecciones presidenciales. De los 24 aspirantes, 13 ingresaron en la lista final, mientras que 11 fueron descalificados.Las descalificaciones se basaron en que los candidatos no habían cumplido todos los requisitos o en discrepancias detectadas en sus formularios.  9 de los 12 candidatos de partidos políticos y 4 de los 12 candidatos independientes integraron la lista final. Los candidatos de la Convención Nacional Popular (PNC), la Alianza Progresista para Ghana (PAG) y el Partido Progresista del Pueblo (PPP) no fueron incluidos en la lista. El orden de los candidatos en la papeleta de votación se determinó mediante una votación realizada por la Comisión Electoral el 20 de septiembre de 2024. El 28 de octubre de 2024, Akua Donkor, candidato presidencial del Partido de la Libertad de Ghana, falleció tras una enfermedad repentina. El GFP tuvo 10 días para nominar un reemplazo para Akua Donkor. Presentaron formularios para Philip Appiah-Kubi, quien era su compañero de fórmula. La Comisión Electoral encontró que los formularios presentados tenían irregularidades y como el GFP no pudo corregirlas oportunamente, quedó descalificado para presentar candidato a la elección presidencial. Sin embargo, la Comisión siguió adelante con la impresión de las papeletas de votación alegando falta de tiempo y para reducir costes si tenían que empezar todo de nuevo.